# Certificate in Advanced English
Certificate in Advanced English (CAE) – jeden z najpopularniejszych angielskich certyfikatów językowych na poziomie zaawansowanym, z naciskiem na umiejętności praktyczne, wydawanych przez University of Cambridge Local Examinations Syndicate na podstawie testu.
Od stycznia 2015 roku egzamin składa się z następujących części:
- Reading, Use of English – czytanie ze zrozumieniem, rodzaje tekstów to: artykuły, narracja, raporty, wywiady. W sumie teksty mają razem ok. 3 000 słów. Razem z czytaniem zdający pisze również część gramatyczno-leksykalną. Testuje znajomość słownictwa, kolokacji i gramatyki. Ta część trwa 1 h 30 minut.
- Writing – pisanie. W tej części należy stworzyć własne teksty w języku angielskim na zadane tematy. Typy wypracowań do napisania to: notatka, list oficjalny, list nieoficjalny, praca na konkurs, raport, propozycja, rozprawka, artykuł, opowiadanie, recenzja. Trwa 1 h 30 minut.
- Listening – słuchanie. Składa się z 4 nagrań, każde odtwarzane dwukrotnie. Zadanie polega na wypełnieniu pustych miejsc lub przyporządkowaniu postaci i ich opinii wypowiedziom usłyszanym z taśmy, czy też wybraniu poprawnej odpowiedzi (z czterech możliwych) na pytania związane z usłyszanym nagraniem. Trwa ok. 40 minut.
- Speaking – mówienie. Dzieli się na 4 części: krótka konwersacja z egzaminatorem, opis materiałów stymulujących, dialog pomiędzy zdającymi na podstawie materiału stymulującego, dyskusja na temat związany z częścią trzecią. Trwa ono ok. 14–15 minut, odbywa się w parach, jako jedyna część egzaminu nie jest oceniana w Cambridge.

Od grudnia 2008 roku do 2014 roku część „Reading” oraz „Use of English” pisane były oddzielnie, jednak w nowej formule są pisane na jednym arkuszu.
Za każdą część można uzyskać po tyle samo punktów. Punkty do zdobycia z każdej części przelicza się na 50 pkt., czyli maksymalnie można uzyskać 200 pkt. 
Na podstawie testu wydawane są oceny pozytywne A, B i C, oraz oceny negatywne D i E. Aby zdać egzamin na ocenę C, kandydat musi zdobyć co najmniej 60% wszystkich punktów.
Egzamin jest organizowany w trzech sesjach: wiosennej (marzec), letniej (maj–czerwiec) i zimowej (listopad–grudzień). Został wprowadzony w 1991 roku.